# Centrodera spurca
 Centrodera spurca  (englisch Yellow Douglas Fir Borer) ist ein Käfer aus der Familie der Bockkäfer, der im Westen von Nordamerika verbreitet ist.

## Merkmale
Die Käfer werden 18 bis 26 Millimeter lang und haben eine zylindrische Körperform. Er ist gelblich-braun gefärbt. Die Antennen sind lang, der Kopf ist rundlich und so breit wie der Prothorax. Dieser ist durch zwei kurze konische Dornen an den Seiten gekennzeichnet. Die Deckflügel (Elytren) sind sowohl an der Vorderkante wie auch am Ende deutlich abgerundet und besitzen deutliche Rippen und eine Punktierung auf der Oberseite.

## Vorkommen
Der Käfer kommen im Westen Nordamerikas vom Norden von Mexiko über Kalifornien bis British Columbia vor. Er lebt vor allem in Nadel- und Mischwäldern.

## Lebensweise
Die Larven der Käfer entwickeln sich im Holz abgestorbener Nadelholzbäume wie Kiefern, Fichten oder Douglasfichten. Die Weibchen legen ihre Eier in die Rinde abgestorbener Bäume, die Larven fressen sich durch die Rinde und ernähren sich vom Bast zwischen dem Stammholz und der Rinde. Die Verpuppung findet ebenfalls unter der Rinde statt, die Imagines schlüpfen im Frühjahr.

## Systematik
Centrodera spurca ist eine eigenständige Art in der Gattung Centrodera. Sie wurde von dem amerikanischen Entomologen John Lawrence Le Conte im Jahr 1857 als Toxotus spurcus wissenschaftlich erstbeschrieben. Die Gattung wurde 1850 ebenfalls von Le Conte etabliert und besteht aus elf Arten, deren Verbreitung auf Nordamerika beschränkt ist.
Weitere Synonyme der Art sind:
- Pachyta spurca Leng, 1890
- Evodinus spurcus Aurivillius, 1912
- Parapachyta spurca Casey, 1913
- Typocerus cervinus Walker, 1866

## Belege
1. 1 2 3  Margery Milne, Susan Rayfield: The Audubon Society field guide to North American insects and spiders. New York 1980, ISBN 0-394-50763-0, S. 591.
2. ↑  Centrodera spurca auf gbif.org; abgerufen am 27. April 2021.
3. 1 2  Centrodera spurca auf bugguide.net; abgerufen am 27. April 2021.
4. ↑  Centrodera spurca bei BioLib
5. ↑  Centrodera auf bugguide.net; abgerufen am 27. April 2021.